# Cimitero militare Powązki
Il cimitero militare Powązki (in polacco Cmentarz Wojskowy na Powązkach) è un cimitero militare di Varsavia, in Polonia. È situato nel quartiere di Żoliborz, nella parte nord occidentale della città. Il cimitero non è da confondere con il più antico cimitero Powązki (chiamato anche Stare Powązki, vecchio Powązki), che è situato a sud est del cimitero militare.

## Descrizione
Il cimitero militare ospita i resti di molti che combatterono per la patria dall'inizio del XX secolo, compresi molti caduti nella battaglia di Varsavia (1920), durante l'invasione della Polonia del settembre 1939 e nella rivolta di Varsavia del 1944.
Fu fondato nel 1912 come parte del cimitero cattolico ma dopo che la Polonia recuperò l'indipendenza nel 1918, divenne un cimitero di stato e luogo di sepoltura per combattenti illustri di diverse fedi.
Gran parte del cimitero è occupato dalle tombe dei soldati polacchi morti nella rivolta di Varsavia, i cui corpi erano stati riesumati da altri luoghi di sepoltura nella città. In molti casi i nomi dei caduti rimangono sconosciuti e le tombe sono contrassegnate solo dal numero d'identificazione assegnato dalla Croce Rossa polacca. Nel cimitero vi sono anche sepolti civili vittime del periodo di occupazione nazista della Germania. Sono presenti anche tombe collettive di prigionieri politici giustiziati nel periodo stalinista.

## Galleria d'immagini

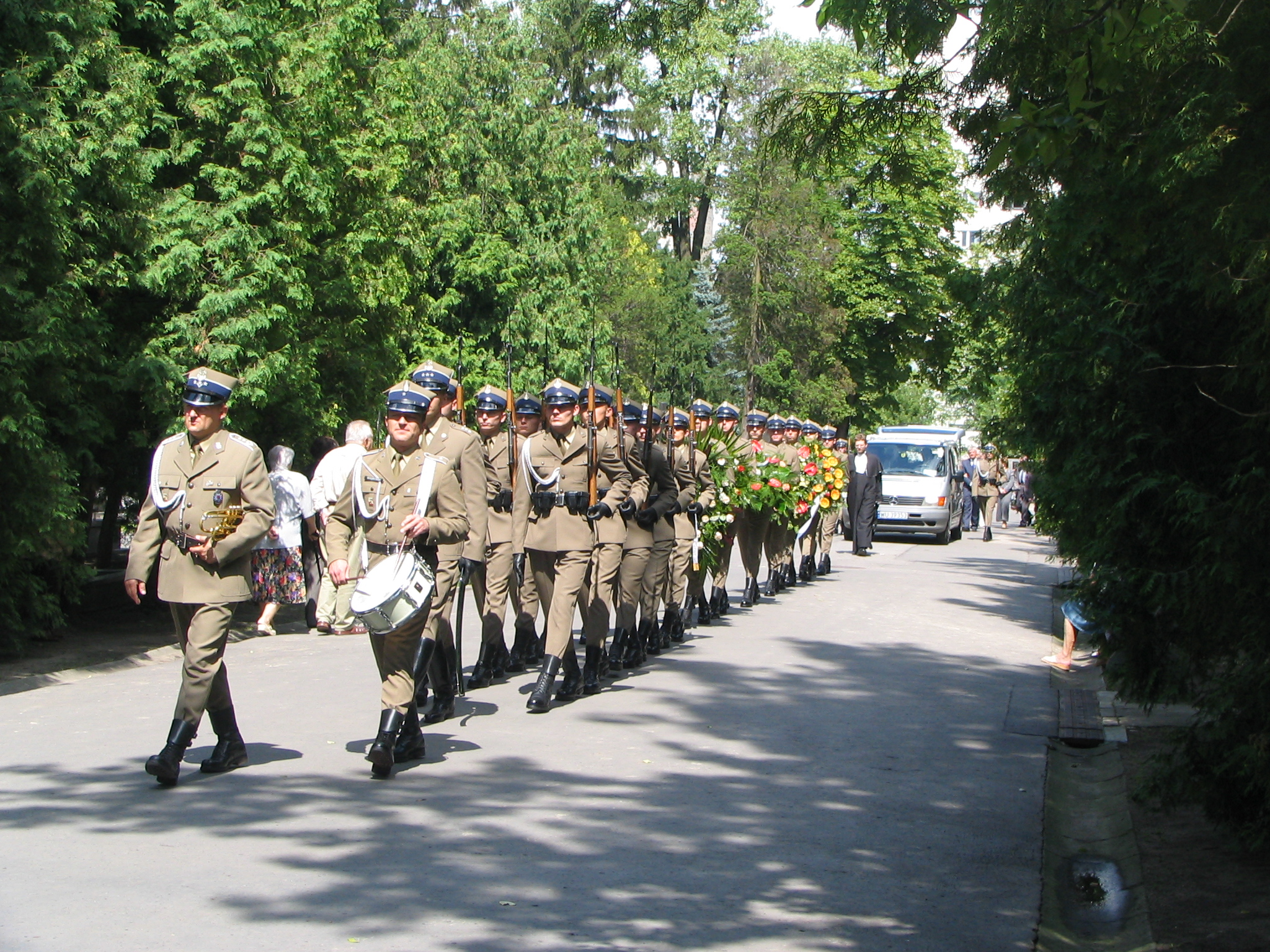
Funerale al cimitero
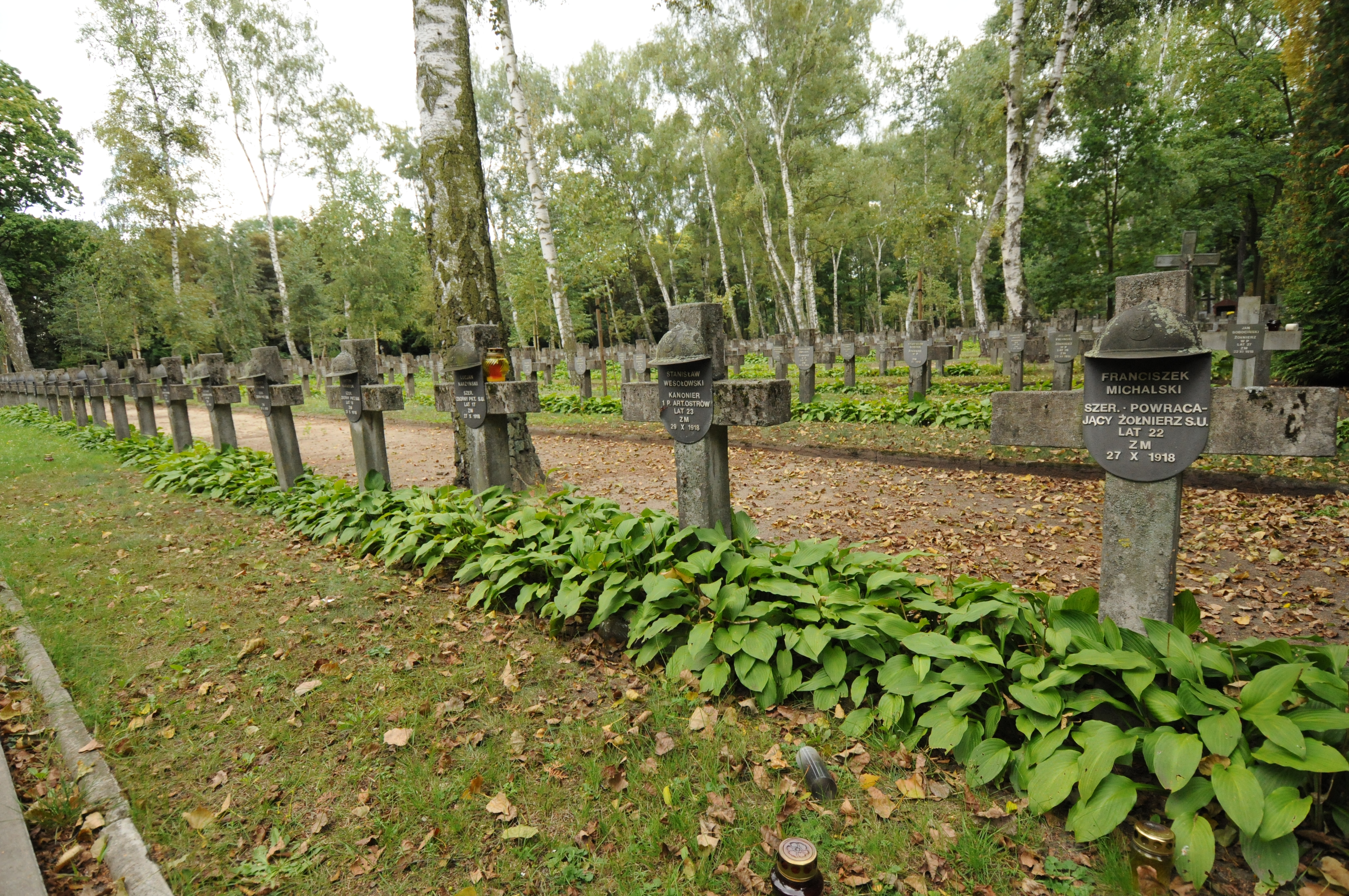
Lapidi della guerra sovietico-polacca
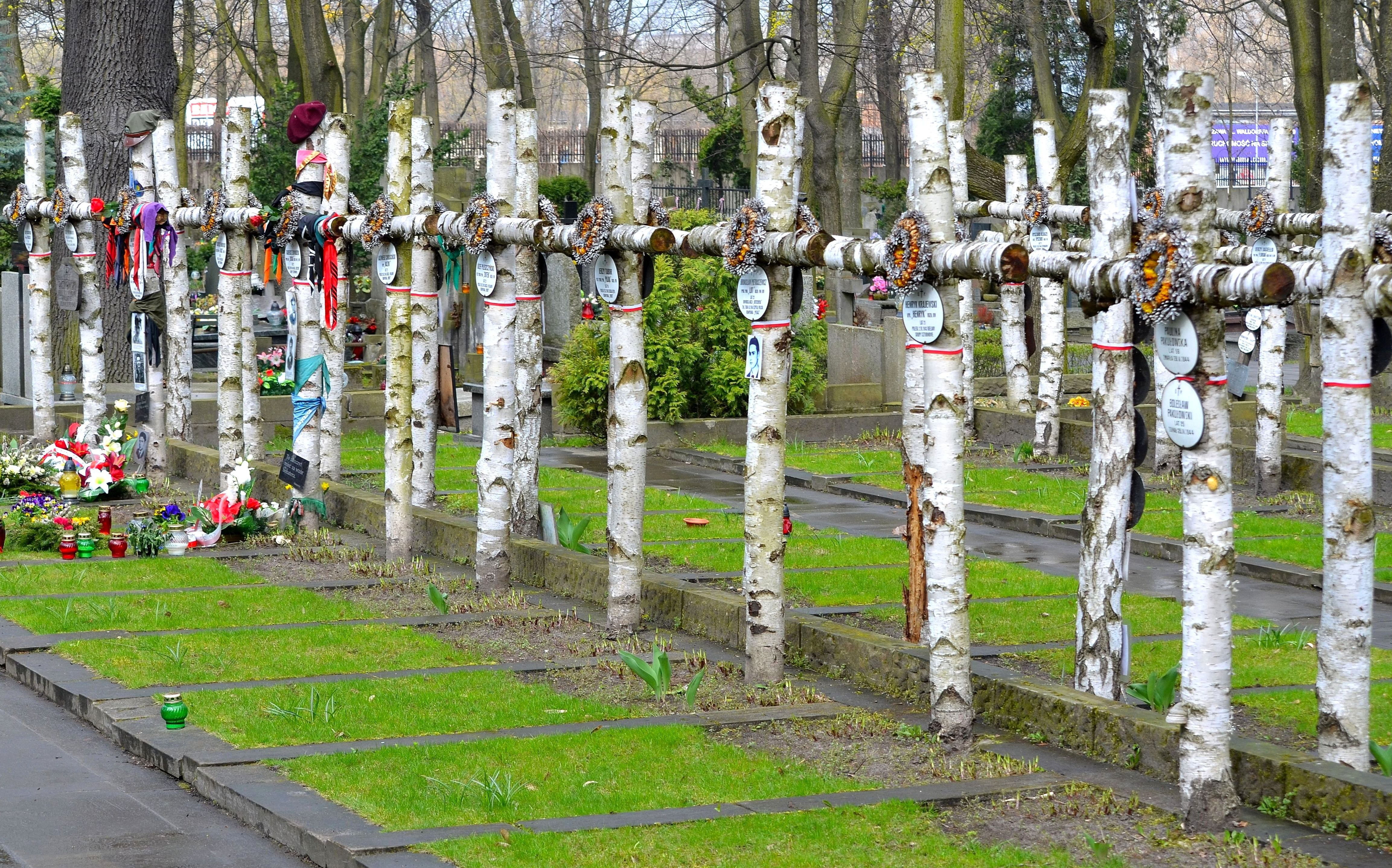
Tombe dei membri dello Szare Szeregi
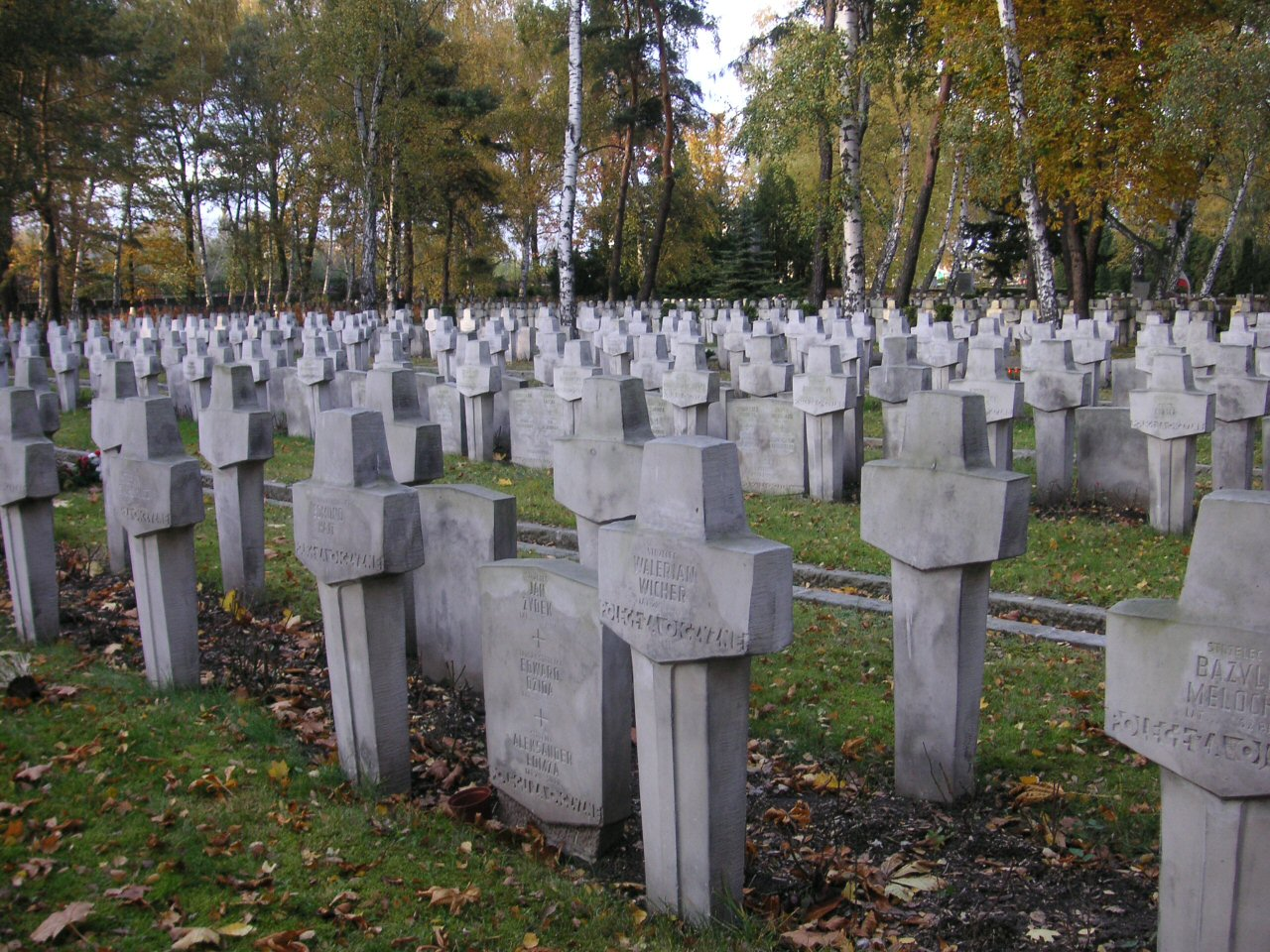
Tombe di morti della seconda guerra mondiale
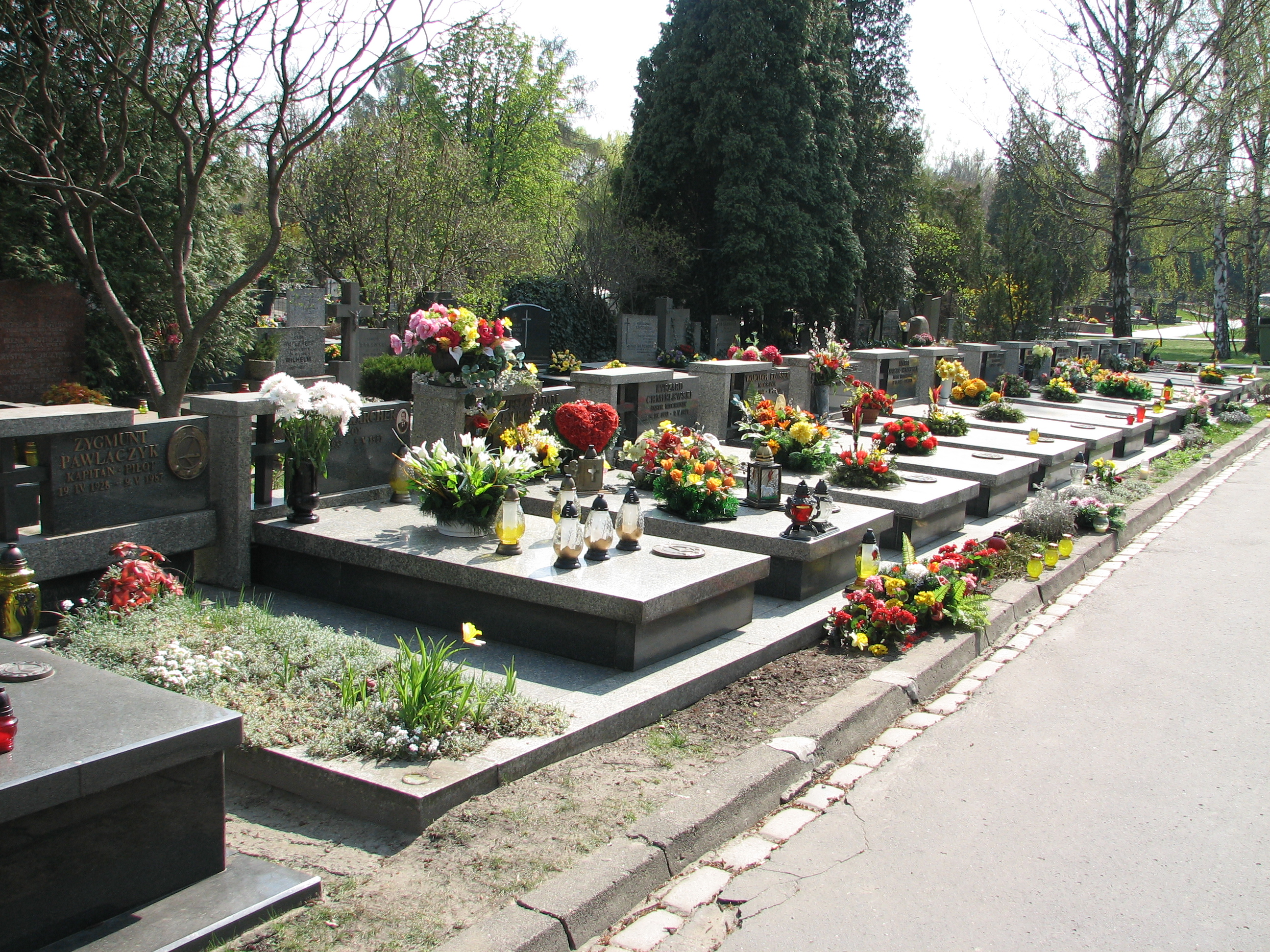
Tombe delle vittime dell'incidente del volo LOT 5055 (1987)
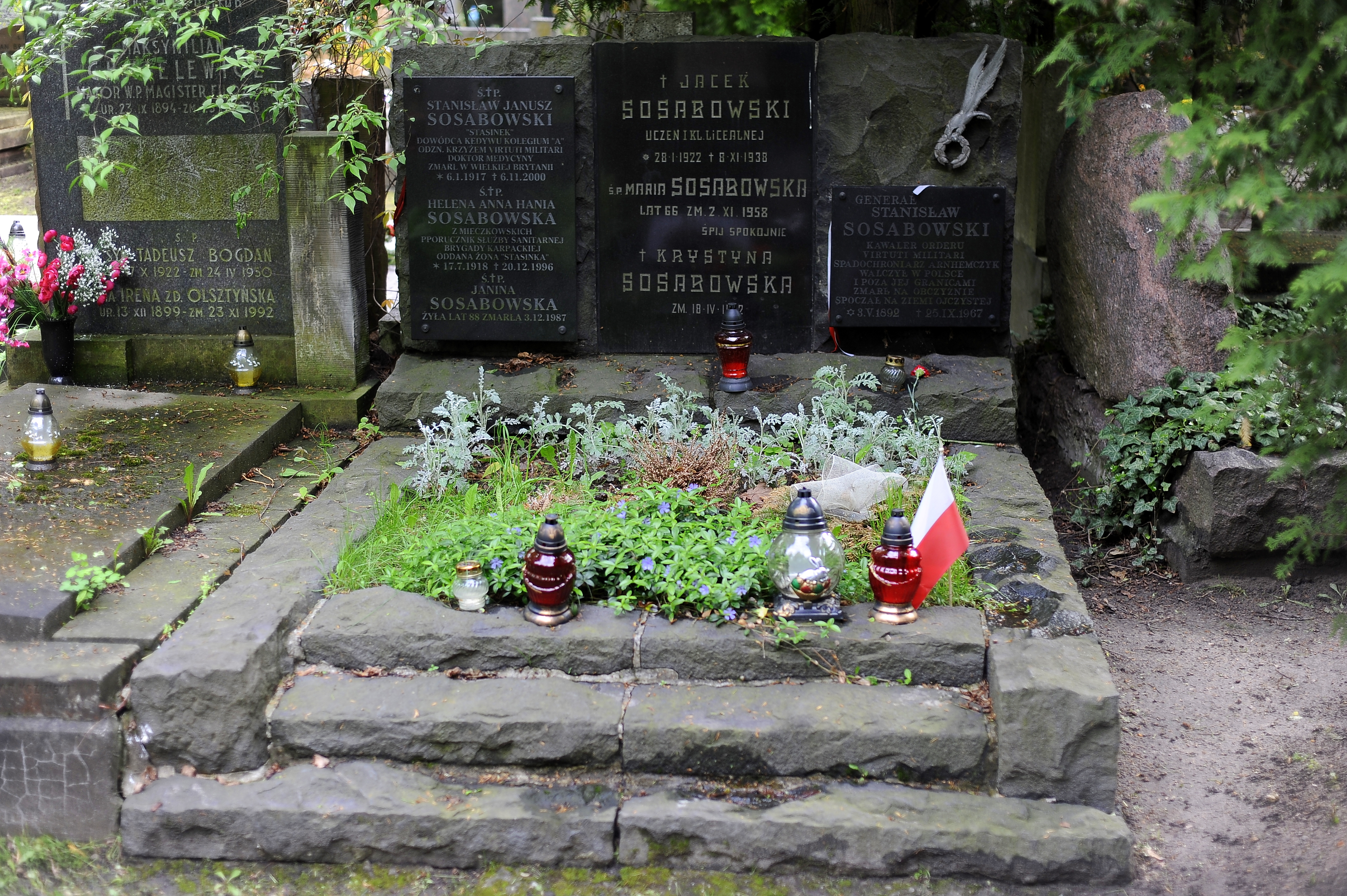
Tomba di Stanisław Sosabowski
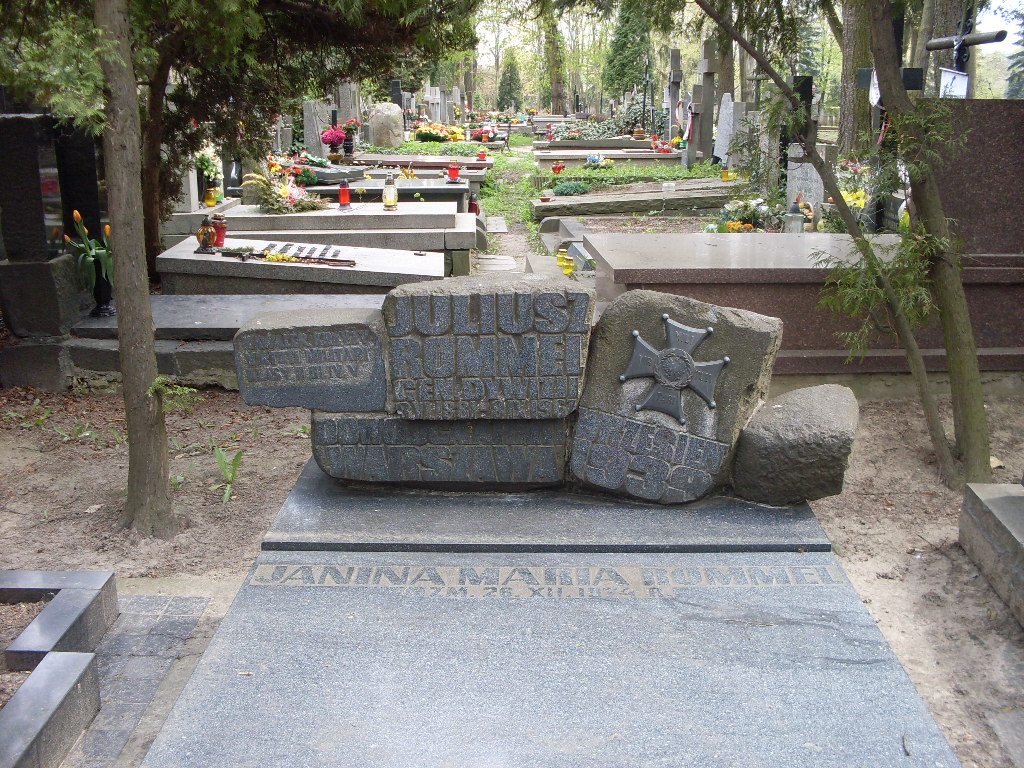
Tomba di Juliusz Rómmel
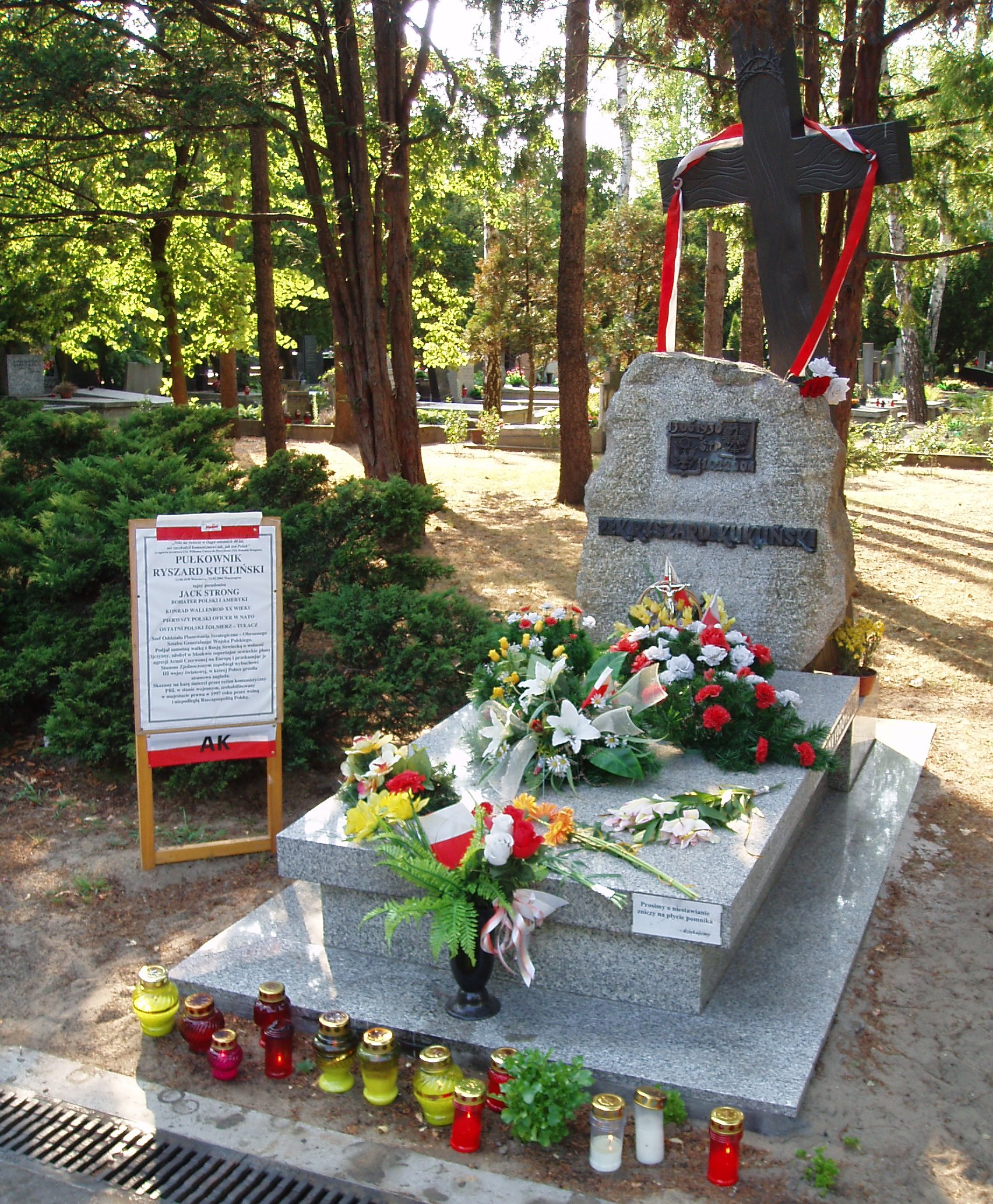
Tomba di Ryszard Kukliński
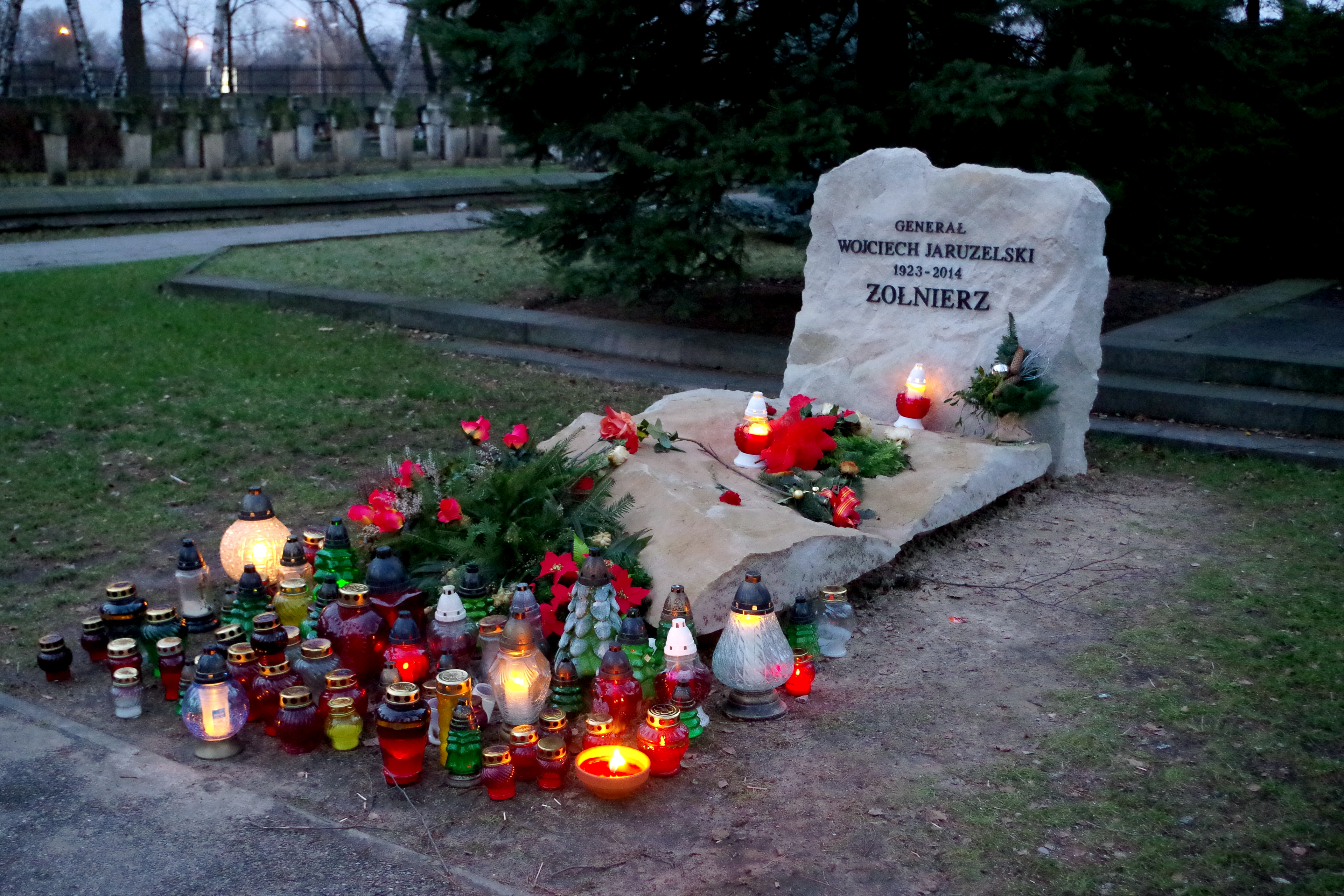
Tomba di Wojciech Jaruzelski
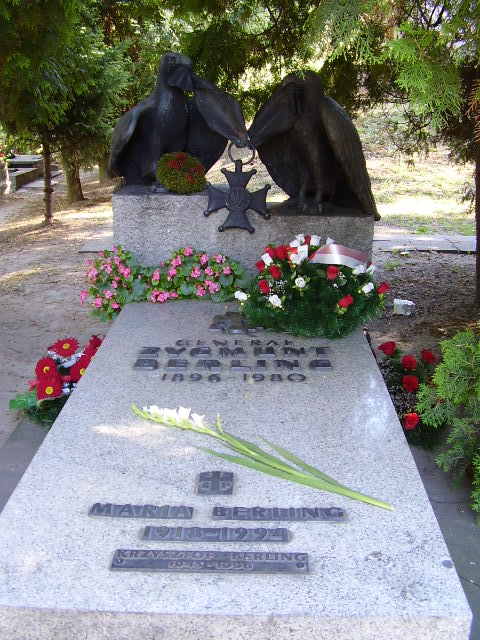
Tomba di Zygmunt Berling